# 野火止用太
のびとめ ようたは日本のアニメーター、アニメーション監督。主にアダルトアニメを手掛ける。

## 作風
監督デビュー作の「とらいあんぐるBLUE」を始め、NTR（寝取られ）作品に関わることが多い。
また、作画面では弾力に富んだ瑞々しい乳房が大きな特徴。

## 主な作品

### 監督作品
- とらいあんぐるBLUE
- カフェ・ジャンキー
- 鬼父
- 凌辱ファミレス調教メニュー

### その他
- 放課後2 〜紗由理〜：絵コンテ・演出
- 淫妖蟲：絵コンテ・演出